# Airel
Airel là một xã thuộc tỉnh Manche trong vùng Normandie tây bắc nước Pháp. Xã này nằm ở khu vực có độ cao trung bình 5 mét trên mực nước biển.
Dân số năm 1999 là 486 người.